# جنت بیچر
جنت بیچر (انگلیسی: Janet Beecher; ۲۱ اکتبر ۱۸۸۴ – ۶ اوت ۱۹۵۵) هنرپیشه اهل ایالات متحده آمریکا بود.
از فیلم‌ها یا برنامه‌های تلویزیونی که وی در آن نقش داشته‌است می‌توان به باد وحشی را درو کن، فرشته تاریکی، بانو ایو، علامت زورو، و همه اینها به‌اضافه بهشت اشاره کرد.